# 東小野正道
東小野 正道（ひがしおの まさみち、1974年4月4日 - ）は、日本のオートレース選手。

## 選手データ
- プロフィール
  - 福岡県出身
  - 25期
  - 飯塚オートレース場所属

- 戦歴 
  - 通算優勝回数:32回
  - グレードレース（SG,GI,GII）優勝回数:5回
  - 全国区レース優勝回数:1回（プレミアムカップ1回）
  - GI優勝回数:2回
  - GII優勝回数:3回
  - 年間最多勝利選手:2回

- 受賞歴
  - 優秀選手賞:1回

## 略歴
- 2004年
  - 12月1日、GII第5回トーマスメモリアルカップ（飯塚オートレース場）優勝。
- 2006年
  - 4月30日、SG第25回オールスターオートレース（船橋オートレース場）準優勝。
  - 6月11日、共同通信社杯GIプレミアムカップオートレース2006 IN SUMMER（伊勢崎オートレース場）でGI初制覇。競走車呼名は「クレイジーD」、競走タイムは3.627。
  - 9月13日、車買取のラビット杯GI第13回ムーンライトチャンピオンカップ争奪戦（伊勢崎オートレース場）優勝。競走タイムは3.723。
  - この年のオートレース優秀選手表彰で優秀選手賞を受賞。
- 2007年
  - 7月2日、サッポロビールカップサマーファイト（飯塚オートレース場、一般開催）で完全優勝。競走タイムは3.626。
  - 7月9日、九州スポーツ杯エキサイティングマッチ（飯塚オートレース場、一般開催）で完全優勝。競走タイムは3.620。
  - 7月16日、日刊スポーツGI第31回キューポラ杯争奪戦（川口オートレース場）の第11レース（選抜予選）で飯塚将光（9期、船橋オートレース場所属）、篠崎実（9期、川口オートレース場所属）、和久田正勝（10期、引退。元船橋オートレース場所属）、田代祐一（15期、伊勢崎オートレース場所属）、岩田行雄（15期、船橋オートレース場所属）、高橋貢（22期、伊勢崎オートレース場所属）、）、木村武之（26期、浜松オートレース場所属）以来8人目となる10連勝を達成。但し、連勝中にフライングをしたため、記録としては記載されない。
  - 7月17日、この日の第10レース（準決勝）で1着。連勝を11に伸ばす。
- 2008年
  - 3月30日、GII第3回オーバルチャンピオンカップ（飯塚オートレース場）優勝。
- 2009年
  - 7月6日、さわやか杯GIIスターライトチャンピオンカップ（伊勢崎オートレース場）優勝。

## 人物
東小野は永井大介、森且行らと同期の25期。安定した走りと突き放す独走力、そして雨走路での強さには目を見張るものがある。
GIの初制覇がデビューから9年目と、かなり遅い方である。デビューから数年こそ平凡な成績だったが、2002年には全日本選抜オートレースで優出するなど、格段の成長を遂げていた。しかし、初の記念タイトルが目の前にまで迫っていたところで広木幸生（22期、川口オートレース場所属）の「ミサイルのような突っ込み」の直撃を喰らいタイトルを逃すなど、不運としか言いようの無い目に遭ったりもしていた。
以前、SGのCS中継で行われた勝利インタビューの中で、「お客さんに一言お願いします」の質問に「お客は関係ない」と発言をしてしまったことがある。図らずもプロレーサーとしての意識の低さを露呈してしまったこの発言はファンの批判を浴び、すぐに謝罪するに至った。現在はファンサービスに積極的に努めるなど、改善したようである。
そんな東小野だったが、2006年から急激な進化を遂げる。雨の準決勝を勝ち上がったSG第25回オールスターオートレースの優勝戦では、岡部聡（19期、山陽オートレース場所属）のフライングや飯塚将光（9期、船橋オートレース場所属）の反則妨害の被害など波乱だらけのレースを掻い潜り準優勝を果たすと、そのおよそ1ヶ月半後には自身初となる念願のGIタイトルを獲得。更に3ヶ月後には、当時全国No.1だった高橋貢（22期、伊勢崎オートレース場所属）を下して二つ目のGIタイトルを手中にするなど、まるで別人のような活躍を見せた。
2007年7月には10連勝を達成したが7月2日の地元一般開催の優勝戦の際にフライングをしているため、表彰記録という扱いにはならない。

## ブログ
「東小野正道 6周目3コーナー的ブログ」というブログを運営している。この中では、レースの反省・感想や整備等にまつわる話、先輩・後輩レーサーの話、そしてプライベートの話題などが掲載され、更新頻度も高かった。しかし、競艇批判とも取れる内容の記事を掲載してしまい、コメント欄が炎上。事態の沈静化を図るべく、ブログは一時閉鎖されてしまう。その後復活したが、コメント欄はなくなってしまった。